# جيري وودول
جيري وودول (بالإنجليزية: Jerry Woodall)‏ (و. 1938 – م) هو مهندس من الولايات المتحدة الأمريكية .

## التعليم
تعلم في جامعة كورنيل

## مناصب وهيئات
أدار آي بي إم، وجامعة بيردو.

## جوائز
حصل على جوائز منها:
- زميل آي بي إم.